# Flaggbärare
Flaggbärare (Pteridophora alberti) är en fågel i familjen paradisfåglar inom ordningen tättingar. Den placeras som enda art i släktet Pteridophora.
Fågeln förekommer på Nya Guineas centrala högländer i två bälten, som går diagonalt i en generellt sydöstlig linje som följder den underliggande tektoniken på platsen. Flaggbärare finns uteslutande i regnskogar på bergen i Nya Guinea 1500 till 2750 meter över havet. Fåglarna kräver inte orörd skog.   IUCN kategoriserar arten som livskraftig.
Flaggbärare väger i genomsnitt 68-95 g, är 22 cm stora och väger mellan 70 och 95 gram . Den har inga kända predatorer, även om människor ibland har jagat fåglarna för sina fjädrar och ormar ibland tar ägg eller nykläckta ungar.

## Parning
Den territoriella hanen attraherar honor från september till april, och de parar sig mellan april och november. Fåglarna lägger endast ett ägg per år, och det tar oftast runt 22 dagar för ägget att kläckas. Bara honorna bryr sig om ungarna efter att de har fötts; hannen överger sina nykläckta barn och låter honan bygga bo och förse ungarna med mat. I fångenskap lever de flesta flaggbärare tills de blir cirka 30 år gamla.
Wolafolket imiterar hanens dans i sina ritualer, och de gör även traditionella fjäderkronor med fjädrar från flaggbäraren.

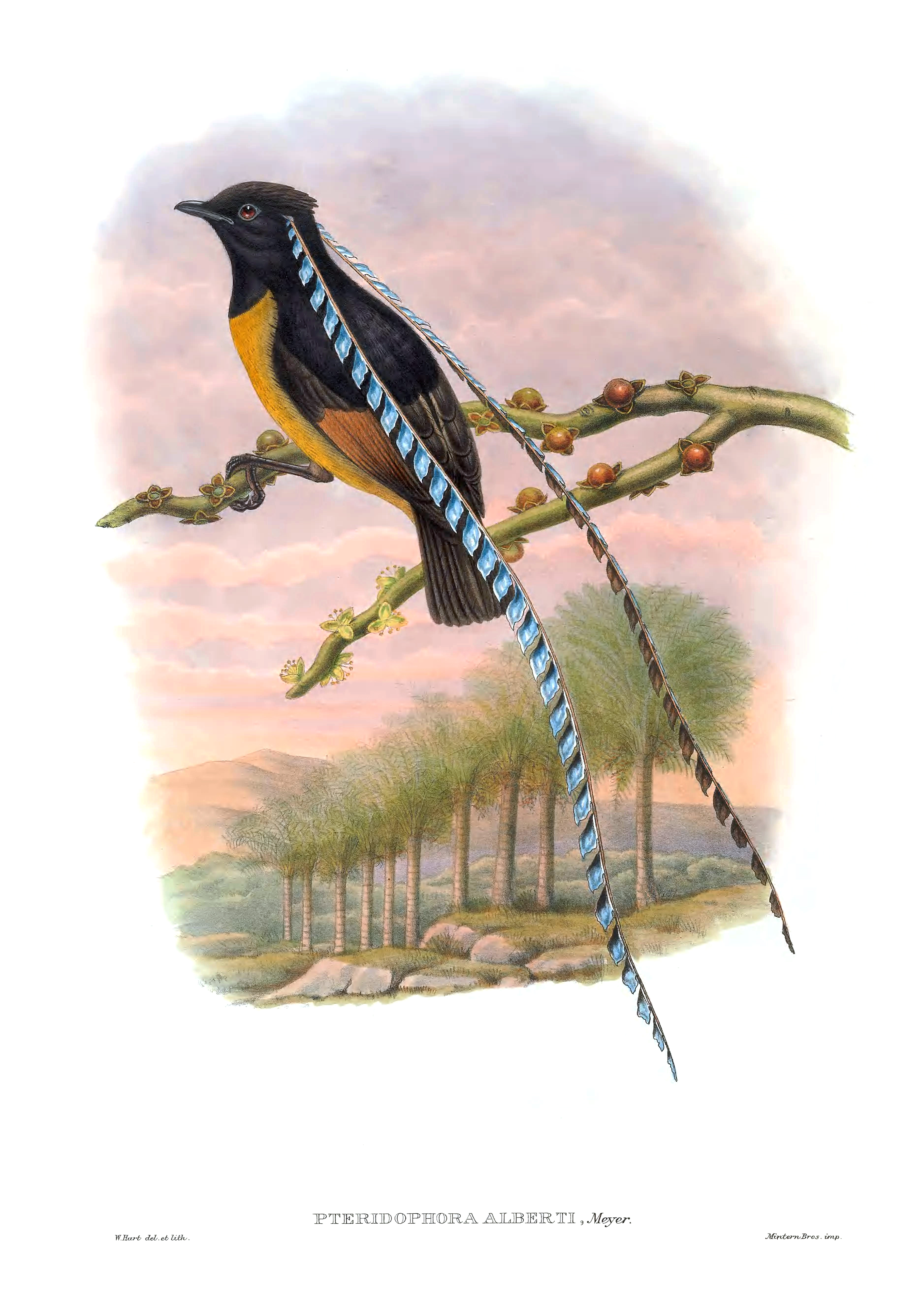